# مشعل الدايل
مشعل الدايل، ممثل سعودي معتزل. ولد في الرياض في 25 مايو 1982، مثل منذ عام 2001 في العديد من المسلسلات التلفزيونية ثم اتجه إلى المسرح ليعتزل المجال الفني.

## أعماله
- طاش ما طاش 10.
- طاش ما طاش 11.
- طاش ما طاش 12.
- طاش ما طاش 13.
- طاش ما طاش 14.
- طاش ما طاش 15.
- أجيالك يا وطني.
- مزنه آند فاميلي.
- إخواني أخواتي (مسلسل)
- ماكو فكة (مسلسل)
- امرأة لا تشبه القمر (مسلسل)
- غشمشم

## روابط خارجية
- مشعل الدايل على موقع قاعدة بيانات الأفلام العربية